# Zaozjornij
Zaozjornij (oroszul: Заозёрный) város Oroszország ázsiai részén, a Krasznojarszki határterületen, a Ribnojei járás székhelye.
Népessége: 10 681 fő (a 2010. évi népszámláláskor).

## Elhelyezkedése
A Krasznojarszki határterület déli részén, Krasznojarszktól 120 km-re keletre, a Barga (a Kan mellékfolyója) partján helyezkedik el. A transzszibériai vasútvonal Krasznojarszk–Tajset közötti szakaszának egyik állomása.

## Története
A város története szorosan kapcsolódik a már nem létező csillámfeldolgozó gyárhoz.
A 17. század közepétől ismert kis település lakói 1694-ben sós forrásokat fedeztek fel és még abban az évben sófőző telepet létesítettek. Később, 1776-ban a környéken csillámot is kezdtek bányászni, és a létrejött települést Troicko-Zaozernij-nek nevezték el („Za ozerom” jelentése: 'a tavon túl'). A 20. század elején megkezdődött a Barga folyó mentén – a torkolati Uszty-Barga faluig (a mai Zelenogorszkig) – elterülő csillám lelőhelyek ipari méretű kitermelése. 
Az iparosítás kezdetén, az ország villamosiparának fejlődésével szükségessé vált a csillámtermelés bővítése. 1932-ben Zaozjornijban csillámfeldolgozó üzemet létesítettek.  A város hamarosan a térség csillámtermelésének központja lett és vezető helyét évtizedekig megtartotta. Közben, 1939-ben nevét Zaozjornijra változtatták, 1948-ban városi rangot kapott. A gyárral együtt a város is gyorsan fejlődött. Az 1990-es években azonban a csillámfeldolgozás háttérbe szorult, a gyár részvénytársasággá alakult és rádióalkatrészek készítésére állt át, majd 2000-ben csődöt jelentett. 